# Cristiano Roland
Cristiano Rocha Canedo Roland, meglio noto come Cristiano Roland (Porto Alegre, 4 ottobre 1976), è un allenatore di calcio ed ex calciatore brasiliano, di ruolo difensore, commissario tecnico della nazionale Under-17 vietnamita.

## Carriera
Ha giocato nella massima serie dei campionati brasiliano, portoghese, greco e vietnamita.

## Palmarès

### Club

#### Competizioni nazionali
- Campionato brasiliano: 1

Vasco da Gama: 1997
- Coppa di Portogallo: 2

Beira-Mar: 1998-1999
Benfica: 2003-2004
- Campionato vietnamita: 2

Hà Nội T&T: 2010, 2013
- Supercoppa del Vietnam: 1

Hà Nội T&T: 2010